# Euura amerinae
Euura amerinae är en stekelart som först beskrevs av Carl von Linné 1758.  Euura amerinae ingår i släktet Euura, och familjen bladsteklar. Arten är reproducerande i Sverige.